# JASDAQ

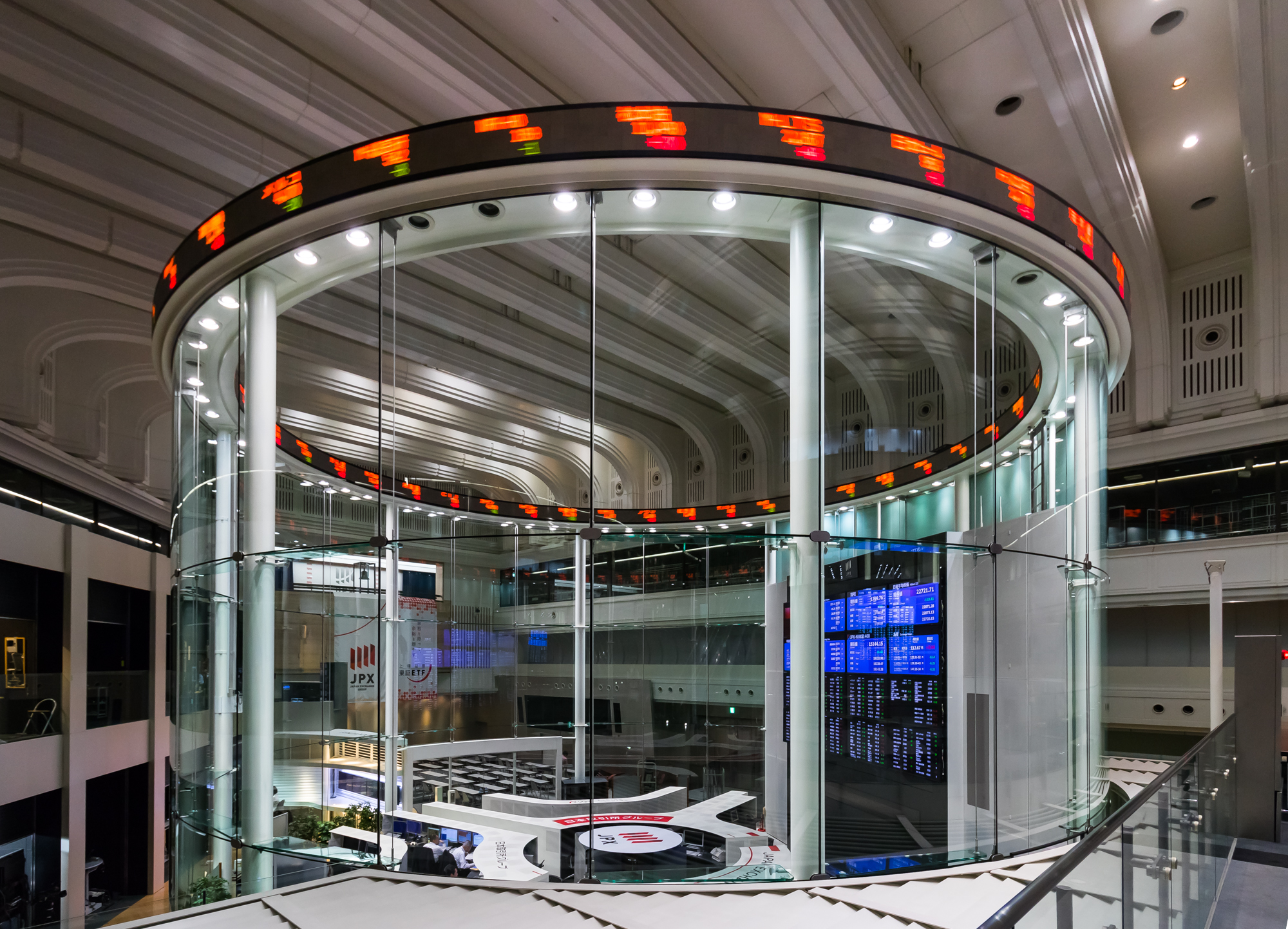
東京証券取引所(電光掲示板交換前)

JASDAQ（ジャスダック）は、かつて株式会社東京証券取引所(東証)が運営していた日本の株式市場である。略称は「JQ」。「東証JASDAQ」や「東証JQ」。JASDAQ市場内の区分としてさらに「スタンダード」と「グロース」に分かれる。2022年4月4日に廃止され、JASDAQスタンダード上場企業は東証スタンダード市場が引き継ぎ、JASDAQグロース上場企業は東証グロース市場に引き継がれる。
運営法人は日本証券業協会、ジャスダック証券取引所（本記事で後述）、大阪証券取引所（初代、2代）、東京証券取引所と遷移している。

## 概説
日本初の成長・ベンチャー企業（新興企業）向けの市場であるが、1963年2月の店頭登録制度から数えると60年近い歴史があるため、他の取引所に開設されている新興市場とは異なり、現在では老舗となった企業も上場しており、中には秩父鉄道(1963年に店頭登録)のような上場から60年近い企業も存在する。
日本版NASDAQと位置付けされるが、かつて存在した大証の新興企業向け市場のナスダック・ジャパン（後の「ヘラクレス」）や「NEO」とは別の市場であった。しかし、その後運営が大証に移管された後、2010年10月12日の取引より、同じ大証の「ヘラクレス」・「NEO」を統合し、「新JASDAQ市場」として一本化された（後述）。

### 黎明期
1963年に、日本証券業協会が創設した店頭登録制度が源流（東京店頭と大阪店頭に分かれていた）。1983年に、成長・ベンチャー企業向けの市場として整備され、店頭売買有価証券市場（店頭登録市場、店頭市場）のJASDAQとなり、証券取引所市場の補完的市場として位置づけられた。当時は証券取引所ではなかったため、店頭登録銘柄とすることを店頭公開と言った。
また諸事情により証券取引所の上場が廃止となった銘柄のうち、個人株主が多い等の理由で証券会社での取引継続を求められた一部銘柄（店頭管理銘柄、北海道炭礦汽船など）の受け皿ともなっていた（これらは後に、グリーンシート市場の発足に伴い、同市場の「フェニックス」区分へ移行した）。
- 1963年2月 - 日本証券業協会が店頭登録制度創設。
- 1976年6月1日 - 日本店頭証券株式会社が設立される。
  - 日本証券業協会と証券会社の共同出資
- 1983年6月 - 登録会社の公募増資規制が緩和される。
- 1985年4月1日 - 日本経済新聞社が日経店頭平均株価の公表を開始。
  - 1983年11月11日にさかのぼって算出
- 1986年7月 - 登録会社株の投資信託への組み入れが解禁される。
- 1987年10月 - 登録会社の転換社債（現在の「転換社債型新株予約権付社債」）発行が解禁される。
- 1988年 - フォーバルが設立後日本最短記録で上場。
- 1991年10月28日 - 株式売買・情報ネットワーク「ジャスダックシステム」稼動。
- 1991年10月28日 - 日本証券業協会がジャスダックインデックスの算出・公表を開始。
- 1996年1月 - 登録会社の新株引受権付社債（現在の「新株予約権付社債」）発行が解禁される。
- 1997年7月 - 借株が導入される。
- 1997年10月 - 信用取引が導入される。

### 店頭市場から証券取引所へ
1998年12月の証券取引法改正に伴い、「店頭売買有価証券市場」として、日本証券業協会の管理監督のもと、取引所有価証券市場と並列する市場として位置付けられてきた。
2004年12月3日、内閣総理大臣より証券取引所に関する免許の交付を受け、商号を「株式会社ジャスダック」から「株式会社ジャスダック証券取引所」へと変更し、同年12月13日、同法上の「店頭売買有価証券市場」から「取引所有価証券市場」へと業態転換した。証券取引所の新規参入は、1949年の札幌証券取引所以来、実に55年ぶりのことである。これにより、それまで店頭市場では法律上認められていなかった、成行売買、先物取引、オプション取引、立会外分売などが可能となる。一方、それまで証券会社が関与していた上場審査・市場管理などは、JASDAQが自ら行うこととなる。
かつてはJASDAQの登録企業は証券取引所への上場が認められなかったため、東京証券取引所などの取引所への上場と同時に登録廃止を行っていた。業態転換後は、他の証券取引所との重複上場されるケースも増えたが、東証に上場するとその銘柄の売買はほとんど東証で行われたため、上場維持費用の削減の意味合いもあり、暫くしてJASDAQ上場廃止の選択をする企業が多かった。
また、JASDAQには少数特定株主（大株主）の所有株数について制限がないため（東証は75%）、東証の上場基準を満たしていても、親会社グループの支配が強い企業や同族会社の企業オーナーの中には、あえてJASDAQ上場を選択しているケースもある。
- 1998年12月 - 商号を株式会社ジャスダック・サービスに改める。マーケットメイク制度を導入。
  - 証券業から撤退し店頭市場運営に業務を集約
- 1999年7月1日 - 日本証券業協会とブルームバーグがジャスダック・ブルームバーグインデックス（4種類）の公表を開始。
  - 1999年1月4日にさかのぼって算出
- 2000年3月 - マーケットメイクシステム稼働開始。
- 2001年2月 - 商号を株式会社ジャスダックに改める。
- 2001年5月 - 第2次ジャスダックシステム稼動開始。
- 2001年7月 - 従来の「店頭市場」に代わり「JASDAQ市場」を公式名称に採用。
- 2002年1月 - 株式投資教育を目的として株式売買シミュレーションゲーム「JQ the Market」を開設。
- 2002年4月1日 - 株式会社ジャスダックがJ-Stockインデックスの公表を開始。
  - 2002年2月28日にさかのぼって算出
- 2003年5月 - 新マーケットメイク制度を導入。
- 2004年9月29日 - 証券取引所を開設するための免許の申請書を金融庁に提出。
- 2004年12月3日 - 内閣総理大臣より、証券取引所に関する免許の交付を受け、商号を株式会社ジャスダック証券取引所に変更。
- 2004年12月13日 - 証券取引所として新たに発足。
- 2006年6月19日 - 本店所在地を日本橋人形町から日本橋茅場町一丁目の東京証券会館へ移転。
- 2006年7月3日 - 国内の証券取引所として初めて委員会設置会社に移行。自主規制機能を強化。
- 2007年1月19日 - フジプレアム株不正取引に関連して、大和証券に対し過怠金1200万円を科し、再発防止策の提出を求めた。
- 2007年6月26日 - システムリスク管理態勢の不備を理由に、金融庁から業務改善命令を受ける。
- 2007年8月13日 - 新興企業向け市場「JASDAQ NEO（ジャスダック・ネオ）」を開設。
- 2008年2月28日 - 情報セキュリティマネジメントシステム[注釈 1]認証の国際規格である「ISO/IEC27001:2005」の認証を取得。

### 大阪証券取引所との経営統合・新JASDAQへの移行
2000年以降、大阪証券取引所と米ナスダックとの提携によるナスダックジャパン市場の開設や、東京証券取引所のマザーズ市場の開設など、店頭市場が担ってきた新興企業向け市場の拡充競争が他の証券取引所間でも展開されていく。そのような折、2007年9月、ジャスダック証券取引所の大株主である日本証券業協会は、証券取引所の再編の一環として、経営体力の低下したジャスダック証券取引所を、売買システムのバックアップ等で提携関係のある大阪証券取引所と経営統合させる検討を開始した。
2008年11月19日から2008年12月17日に、株式会社大阪証券取引所が株式公開買い付けを実施。ジャスダック証券取引所も買い付けに賛同したこともあり、日本証券業協会などが買い付けに応じて、買い付けが成立。2008年12月25日に、株式会社大阪証券取引所が株式の76.1%を取得、子会社となった。
そして2010年4月1日付をもって、大証を運営する「株式会社大阪証券取引所」を存続会社とする吸収合併が行われ、「株式会社ジャスダック証券取引所」は解散することになった。
2010年10月12日の取引より、（旧）JASDAQと、大証の新興企業向け市場であったヘラクレス、NEOの合計3市場を市場統合し「新JASDAQ市場」としてリニューアルを果たした。新JASDAQでは損益や規模など企業の実績を踏まえて上場する「スタンダード市場」と、企業が赤字でも将来性を見越せば上場できる「グロース市場」の2部構成となった。これは旧ヘラクレス市場の形式をそのまま系譜・踏襲したものである。統合後の銘柄数は「スタンダード市場」が950銘柄、「グロース市場」が54銘柄である。
- 2008年11月19日 - 株式会社大阪証券取引所が株式公開買い付け（TOB）を開始。
- 2008年12月25日 - TOB成立を受け、株式会社大阪証券取引所が76.1%の株式を取得し、子会社化。
- 2009年9月 - 大阪証券取引所の売買システムの利用開始に伴い、JASDAQシステムを終了。
- 2010年4月1日 - 株式会社大阪証券取引所に吸収合併される。
- 2010年10月12日 - JASDAQ、NEO、ヘラクレスの3市場が統合され、（新）JASDAQ市場が開設される。旧ヘラクレス・スタンダードと旧JASDAQはJASDAQスタンダードに、旧ヘラクレス・グロースと旧NEOはJASDAQグロースに移行。

### 東京証券取引所管理下での市場
さらに2013年7月16日に、大証の現物市場が、東証に統合されたため、JASDAQも東証の管理下に置かれることになった（東証JQ）。これにより、（東証自身によって開設された）マザーズと合わせ、2つの新興企業向け市場を運営する形となる。
- 2013年7月16日 - 大阪証券取引所との現物取引市場の統合により、JASDAQも東京証券取引所に機能を統合。
- 2020年11月1日 - JASDAQグロースへの新規上場申請を停止し、以降の新規上場はJASDAQスタンダードのみとなる。

### 新市場への移行
東証は2020年2月21日と同年7月29日に、2022年4月4日に施行予定である新市場区分の概要を発表。それによると、JASDAQグロースの新規上場を2020年11月1日以降は停止し、以降の新規上場はJASDAQスタンダードのみとなり、同時に上場審査基準も東証二部と同一となった他、東証一部・二部への市場変更基準もマザーズと同一となった。また、新市場（プライム・スタンダード・グロース）への移行に関しては、市場選択制度を導入し、2021年9月1日から12月30日までを選択期間とした。2022年1月11日に選択結果が発表され、JASDAQスタンダード上場企業は全ての企業がスタンダード市場を、JASDAQグロース上場企業は全ての企業がグロース市場をそれぞれ選択した。
JASDAQ上場企業における市場選択は以下の通りである。
| 現在の上場市場区分 | プライムを選択           | スタンダードを選択       | グロースを選択           | 備考                       |
| ------------------ | ------------------------ | ------------------------ | ------------------------ | -------------------------- |
| JASDAQスタンダード | 新規上場と同様の審査手続 | 市場選択に係る手続       | 新規上場と同様の審査手続 | 東証二部上場企業も同様     |
| JASDAQグロース     | 新規上場と同様の審査手続 | 新規上場と同様の審査手続 | 市場選択に係る手続       | 東証マザーズ上場企業も同様 |

選択期間に選択申請が行われなかった場合は、以下の新市場を選択したものとして取り扱う。
| 選択時の市場区分   | 選択先の市場区分 | 備考                                     |
| ------------------ | ---------------- | ---------------------------------------- |
| JASDAQスタンダード | スタンダード市場 | 東証一部上場企業・東証二部上場企業も同様 |
| JASDAQグロース     | グロース市場     | 東証マザーズ上場企業も同様               |

- 2022年4月4日 - JASDAQ市場廃止。JASDAQ INDEX、JASDAQ INDEX（スタンダード）、JASDAQ INDEX（グロース）、J-Stock Indexの算出終了[16]。
- 2023年4月3日 - JASDAQ-TOP20の算出終了[16]。

JASDAQに上場していた企業が新市場への移行後における特別注意銘柄の指定や改善報告書の微求における上場契約違約金は、原因となった行為がJASDAQ上場当時に行われていた場合、スタンダード市場とグロース市場における上場契約違約金ではなく、JASDAQ上場企業に適用していた上場契約違約金が徴求される。

## 売買方式
他の証券市場と同様、オークション方式を採用している。
かつては、オークション方式とマーケットメイク(MM)方式、2つの売買方式を採用する市場であった。日本の証券市場では、マーケットメイク方式を唯一JASDAQが採用しているため、これがJASDAQを特徴付けている売買方式であった。しかしながら、日本ではマーケットメイク方式はなじみが少なく、導入企業数は上場企業総数978銘柄のうち、199銘柄にとどまったため、2008年3月21日をもって、マーケットメイク方式は廃止となり、同年3月24日からの取引はすべてオークション方式にて行われることとなった。
2008年4月1日より、マーケットメイク方式にかわる制度として、リクイディティ・プロバイダー制度が導入された。リクイディティ・プロバイダー(LP)制度とは、マーケットメイク方式でのメリットである常に売り気配、買い気配を提示し、流動性を供給するメリットを活かし、取引参加者であるLPが常に買い注文、売り注文の両方もしくはいずれか一方を出すことにより、流動性を供給する制度である。

## 立会時間
- 前場 09:00〜11:30
- 後場 12:30〜15:00

## 自主規制機能の強化
2006年7月3日に、金融庁の認可を受け、国内の証券取引所としては初めて委員会設置会社に移行。市場運営部門と自主規制部門との業務執行を分けるとともに、自主規制機能の強化および独立性を高めた。市場運営は代表執行役社長(CEO)が指揮を取り、自主規制は代表執行役常務で自主規制責任者(CRO)が業務執行を取りまとめている。組織上、CROの下に自主規制本部があり、当該本部に以下の4部門が自主規制業務に従事している。
- 上場部

上場後の上場有価証券の適格性に関する維持のため、その発行者の把握、管理を行う。
- 上場審査部

上場審査に係る業務を行う。
- 売買監理部

インサイダー取引等、不公正取引に関する監視業務を行う。
- 参加者監理部

取引参加者（金融商品取引業者）に関する検査等を行う。
また、会社法に基づく、指名・報酬・監査の法定3委員会の他、金融商品取引法上の「自主規制委員会」を組織しており、自主規制委員会は、ジャスダック証券取引所の自主規制業務に係る事項を決定している。